# Pague para ver!

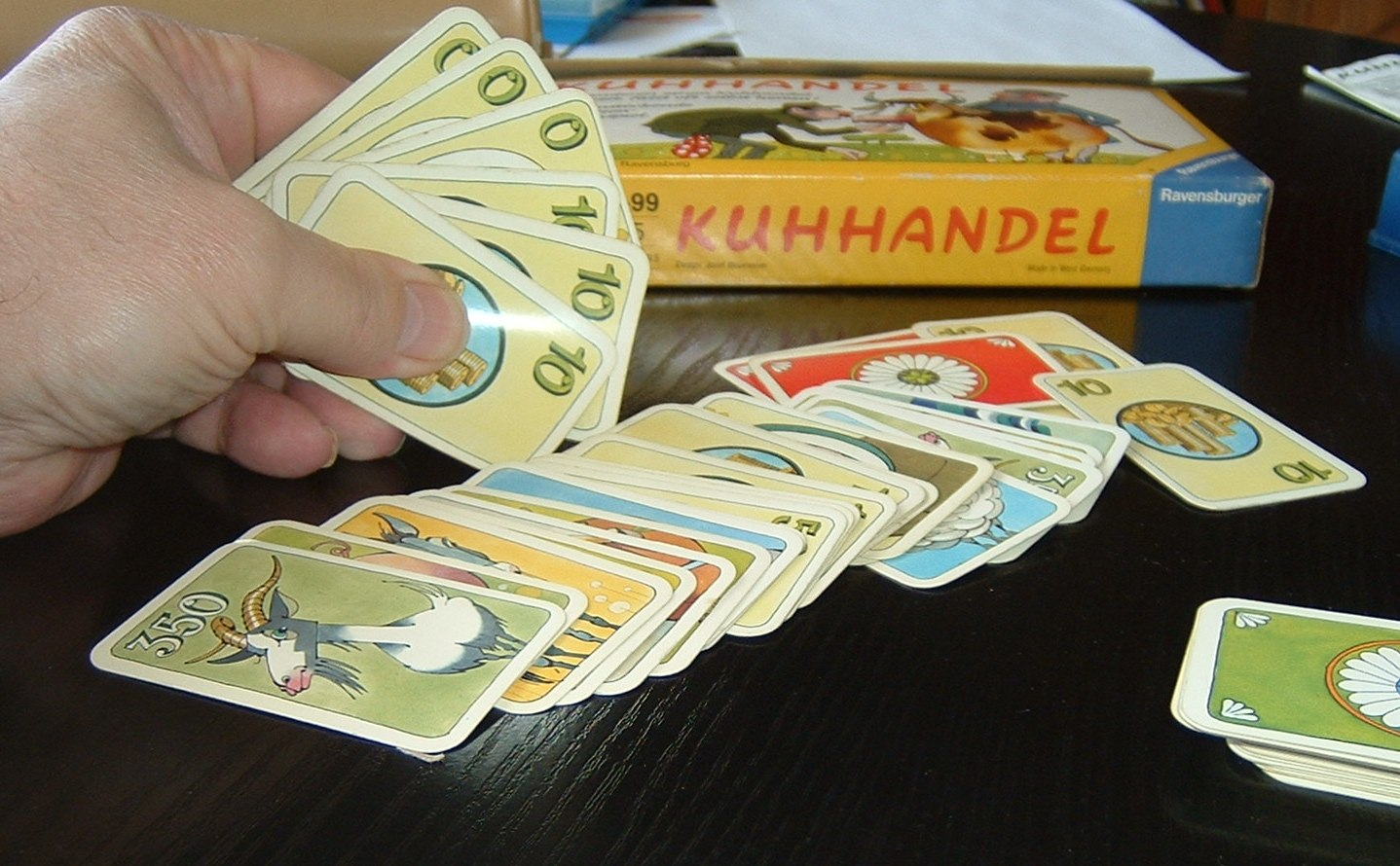
Jogador prepara troca de cavalos

Pague para ver! é um jogo de cartas que envolve cartas especiais, criado por Rüdiger Koltze e projetado para ser jogado por grupos de três a cinco pessoas. Lançado originalmente pela Ravensburger em 1985, com belas ilustrações de Josef Blaumeiser, este jogo conquistou a atenção da crítica e foi indicado ao Prêmio Jogo do Ano no mesmo ano. Em 1996, uma nova edição do jogo, com ilustrações de Trevor Dunton, foi lançada pela subsidiária da Ravensburger, F.X. Schmid. Além disso, o jogo foi disponibilizado em outros idiomas pela Ravensburger, como o holandês, sob os nomes "Handjeklap" ou "Koehandel", e em inglês, onde é conhecido como "You're Bluffing!". No Brasil, foi lançado em português com o nome "Pague pra Ver!" pela Grow.
A Asmodée Editions lançou uma versão em francês em 2003, chamada "Boursicocotte", com ilustrações de Bernard Bittler. Em 2009, a Ravensburger lançou "Horse Trading Master", com ilustrações de Mathieu Leyssenne, que trouxe novos elementos ao jogo, incluindo animais adicionais e outras ideias criativas, mantendo o princípio fundamental do jogo original."

## Objetivo do jogo
O objetivo principal do jogo é acumular o maior número possível de conjuntos de quatro animais ao término da partida.

## Jogabilidade
Cada jogador tem à sua disposição duas ações distintas:
1. Leilão com a Garra: Se a garra ainda estiver presente, o jogador pode optar por realizar um leilão, oferecendo a carta de maior valor da garra. Aqueles que optarem por não dar lances podem arrecadar os recursos oferecidos pelos licitantes. No entanto, o direito de preferência permite que o licitante de maior valor adquira o animal em questão.
2. Troca de Cavalos: Se um jogador possuir um ou mais animais do mesmo conjunto que outro jogador, ele pode propor uma troca de cavalos, oferecendo dois ou quatro animais do mesmo conjunto em troca. Após o desafiante escolher um valor oculto e oferecê-lo pelos animais, o jogador desafiado também tem duas opções: a. Aceitar o valor oferecido e entregar os animais ao desafiante. b. Oferecer um valor oculto pelos animais, e as quantias são trocadas. Os animais acabam indo para o jogador que ofereceu o maior lance. O preço efetivamente pago é, portanto, a diferença (possivelmente pequena) entre os valores.

Cada jogador mantém seu dinheiro em mãos, virado para baixo, incluindo as cartas de baralho que representam o dinheiro. Como nenhum troco é dado durante os leilões e as ofertas são mantidas em sigilo nas trocas de cavalos, é difícil para os jogadores estimarem quanto dinheiro os outros possuem. Isso se complica ainda mais devido à presença de cartas de dinheiro sem valor, representadas por cartas de baralho com valor zero. Além disso, há a variável da inflação irregular: sempre que um burro é retirado da garra, todos os jogadores recebem uma nova carta de dinheiro com um valor consideravelmente maior. Isso pode resultar em aumentos substanciais nas ofertas durante os leilões, fazendo com que os preços dos animais flutuem significativamente ao longo do jogo.

## Fim do jogo
O jogo prossegue até que a garra esteja vazia e todos os conjuntos de quartetos tenham sido distribuídos, o que significa que não há mais espaço para negociações de cavalos. O escore final é calculado como o produto do número de quartetos coletados e a soma dos valores desses quartetos. O dinheiro não tem valor algum ao final do jogo.

## Versão original
Incialmente, as quantias de dinheiro não eram usadas em negociações de cavalos. Em vez disso, ambos os jogadores revelavam suas ofertas, e o jogador que ofereceu menos era permitido manter seu dinheiro. Não havia multiplicação pelo número de quartetos; em vez disso, apenas a soma das valências dos quartetos era considerada.
Além disso, havia um elemento adicional no jogo: o jogador poderia ganhar 500 pontos extras se fosse o primeiro a completar uma das três combinações especiais de quartetos (galo/ganso, gato/cão ou ovelha/cabra).